# Пачелмський район
Па́челмський район (рос. Пачелмский район) — муніципальний район у складі Пензенської області Російської Федерації.
Адміністративний центр — селище міського типу Пачелма.

## Історія
Пачелмський район утворено 16 липня 1928 року у складі Пензенського округу Середньоволзької області. 1929 року район переходить до складу Середньоволзького краю, 1935 року — Куйбишевського краю, 1936 року — Куйбишевської області, з 27 вересня 1937 року — Тамбовської області, з 4 лютого 1939 року — новоутвореної Пензенської області.
30 листопада 1956 року до складу району увійшла частина території ліквідованого Головинщинського району. 1963 року район був ліквідований, територія увійшла до складу Башмаковського району, однак 1965 року він був відновлений.

## Населення
Населення — 14209 осіб (2019; 16310 в 2010, 18995 у 2002).

## Адміністративний поділ
Район адміністративно поділяється на 1 міське та 7 сільських поселень:
| Поселення                    | Площа, км² | Населення, осіб (2002) | Населення, осіб (2010) | Населення, осіб (2019) | Центр          | Населені пункти |
| ---------------------------- | ---------- | ---------------------- | ---------------------- | ---------------------- | -------------- | --------------- |
| Пачелмське міське поселення  | 10,20      | 8735                   | 8053                   | 7536                   | Пачелма (смт)  | 1               |
| Белинська сільська рада      | 138,58     | 899                    | 609                    | 450                    | Белинь         | 7               |
| Новотолковська сільська рада | 306,98     | 1458                   | 1161                   | 978                    | Нова Толковка  | 9               |
| Решетинська сільська рада    | 73,32      | 1346                   | 1192                   | 1028                   | Решетино       | 2               |
| Тітовська сільська рада      | 186,77     | 2123                   | 1802                   | 1516                   | Тітово         | 5               |
| Черкаська сільська рада      | 163,53     | 1830                   | 1527                   | 1207                   | Черкаське      | 5               |
| Чкаловська сільська рада     | 161,68     | 1116                   | 863                    | 666                    | Пачелма (село) | 5               |
| Шейнська сільська рада       | 277,79     | 1488                   | 1103                   | 828                    | Шейно          | 8               |

2010 року була ліквідована Алексієвська сільська рада, її територія увійшла до складу Шейнської сільради; була ліквідована Валовайська сільська рада, її територія увійшла до складу Чкаловської сільради; була ліквідована Калиновська сільська рада, її територія увійшла до складу Новотолковської сільради; була ліквідована Кашаєвська сільська рада, її територія увійшла до складу Черкаської сільради; була ліквідована Мокро-Мічкаська сільська рада, її територія увійшла до складу Тітовської сільради.

## Найбільші населені пункти
Нижче подано перелік населених пунктів з чисельність населення понад 1000 осіб:
| № | Населений пункт | Населення, осіб (2002) | Населення, осіб (2010) |
| - | --------------- | ---------------------- | ---------------------- |
| 1 | Пачелма         | 8735                   | 8053                   |
| 2 | Тітово          | 1406                   | 1308                   |
| 3 | Решетино        | 1291                   | 1181                   |